# Luigi Dallapiccola
Luigi Dallapiccola (Pisino, 3 febbraio 1904 – Firenze, 19 febbraio 1975) è stato un compositore e pianista italiano.

Luigi Dallapiccola nel 1972

Fu tra i primi in Italia ad approdare, sul finire degli anni trenta, alla dodecafonia. Le sue composizioni sono caratterizzate da intenso lirismo e da profondi contenuti spirituali e ideali.

## Biografia

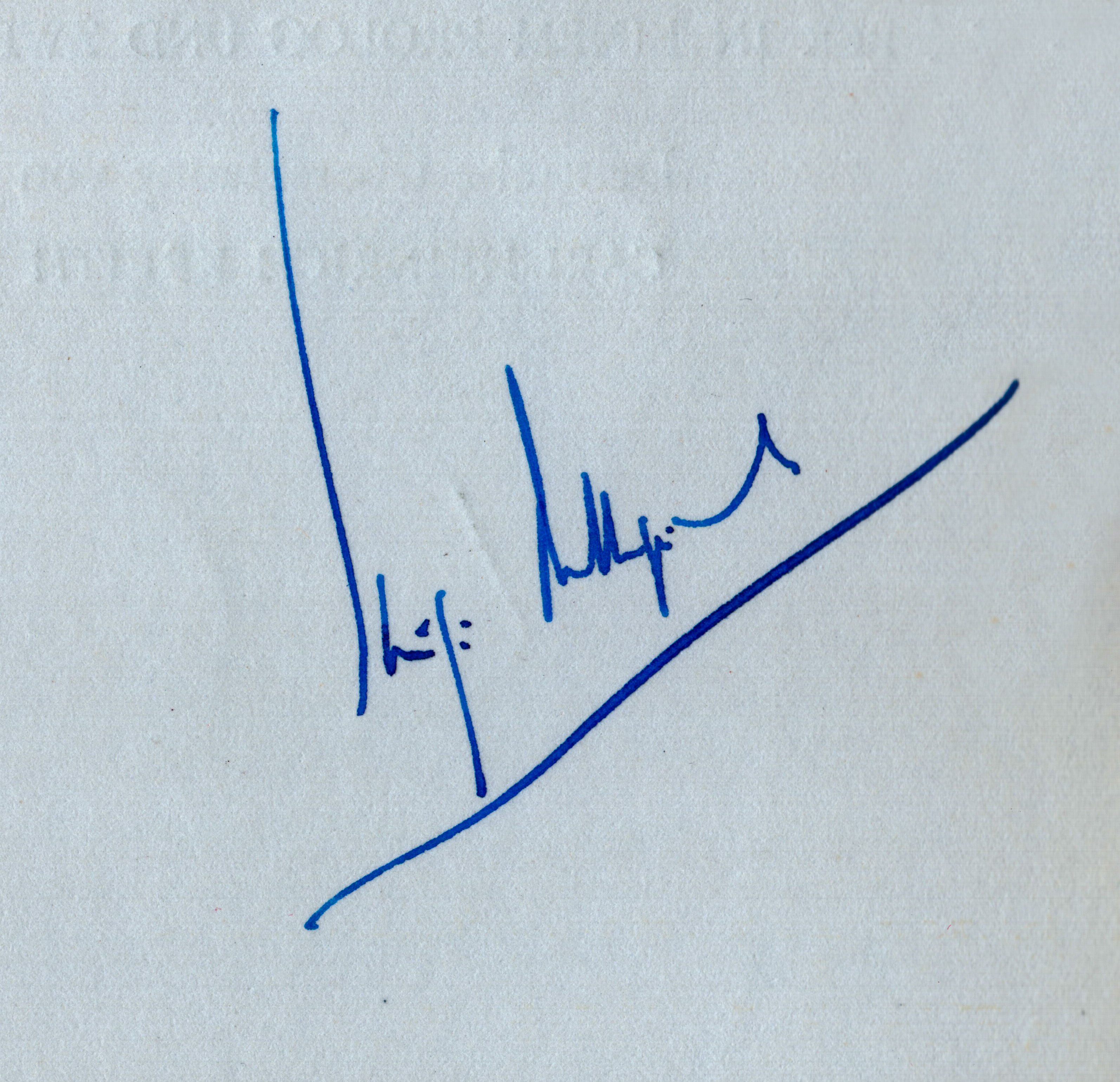
Firma

Dallapiccola nacque a Pisino nell'allora Austria Ungheria e oggi in Croazia, un piccolo paese nel centro dell'Istria, da genitori di origini trentine. Trascorse l'infanzia nella sua città natale, mentre più tardi fu a Graz, con la sua famiglia internata durante la prima guerra mondiale: il padre, direttore di un liceo italiano di Pisino, era ritenuto "elemento sovversivo" e "politicamente infido" dall'amministrazione austro-ungarica, e in quanto tale fu obbligato al confino. Malgrado le indubbie difficoltà patite durante il confino, il piccolo Luigi ebbe modo di assistere a numerose rappresentazioni d'opera presso il teatro della città stiriana, e furono proprio le suggestioni ricevute durante quelle rappresentazioni (in particolare quelle ricevute dalle opere wagneriane) che lo convinsero a voler diventare lui stesso un compositore.
Alla fine del conflitto, una volta rientrato nella natìa Pisino, iniziò gli studi musicali nella vicina Trieste sotto la guida di Alice Andrich Florio e Antonio Illersberg; è grazie a quest'ultimo che Dallapiccola "scopre", nel 1921, il "Manuale di armonia" di Arnold Schönberg, un incontro che segnerà profondamente tutta la sua vita, al punto che in anni più tardi, commentando questa sua prima lettura del testo schoenberghiano, Dallapiccola evocherà James Joyce citando la sua celebre frase "How life begins".
Dopo aver conseguito la licenza liceale, nel 1922 si trasferì a Firenze (città in cui da allora risiedette per il resto della sua vita) dove completò gli studi pianistici con Ernesto Consolo, e quelli di composizione sotto la guida inizialmente di Roberto Casiraghi e Corrado Barbieri, e in seguito di Vito Frazzi.

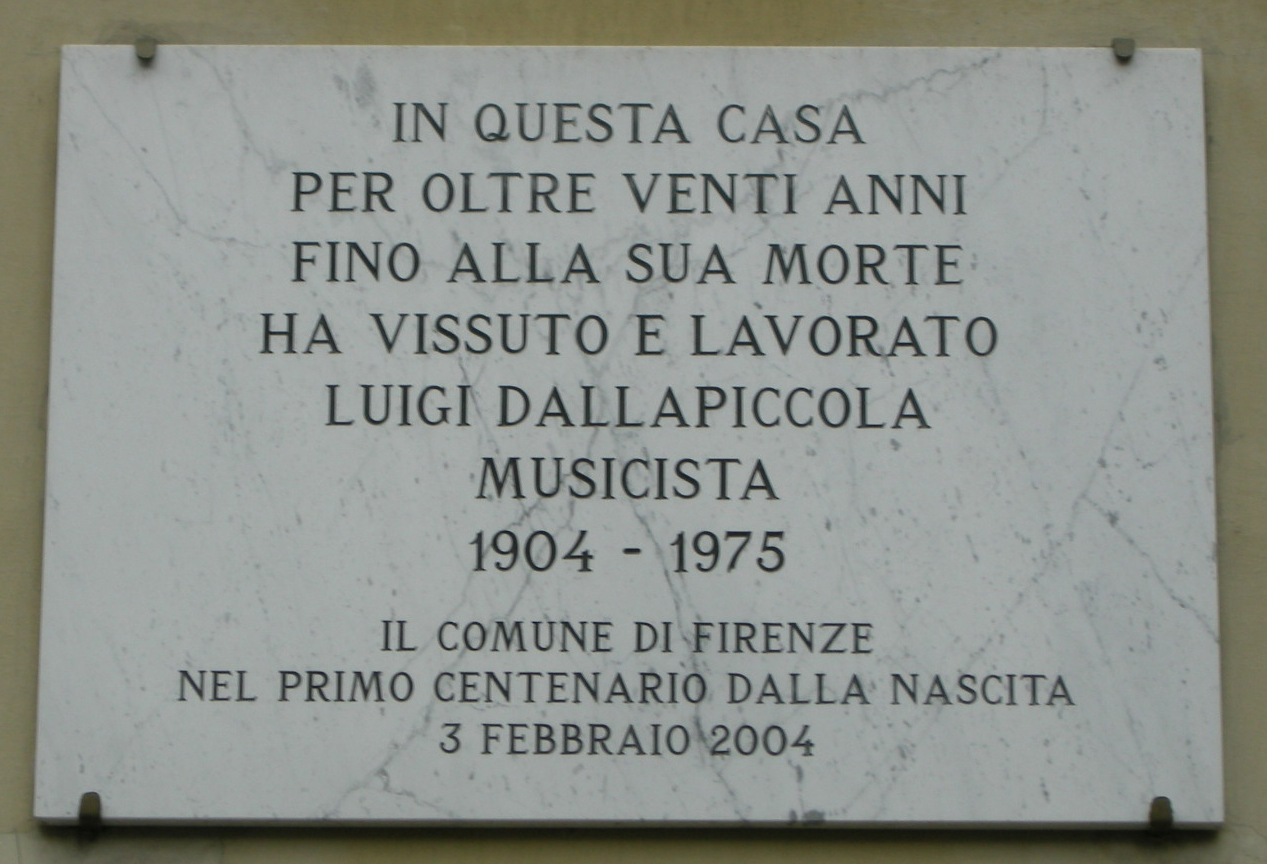
Lapide sulla facciata della Casa di Annalena, in via Romana, a Firenze, dove Dallapiccola morì il 19 febbraio 1975

Risalgono agli anni trenta le prime, importanti affermazioni in concorsi internazionali, con brani come la Partita per orchestra, o Musica per tre pianoforti (Inni). Nel 1938 sposa Laura Luzzatto Coen (1911-1995), che diventerà ben presto una figura indispensabile per lo sviluppo del linguaggio dallapiccoliano. Nel 1940 gli verrà offerta, per chiara fama, la cattedra di composizione al conservatorio Cherubini di Firenze; Dallapiccola stesso rinuncerà a questa carica nell'immediato dopoguerra, ritornando al suo impiego iniziale (insegnante di "pianoforte complementare"). Reagisce fermamente alle leggi razziali del 1938, ripensando all'internamento della sua famiglia a Graz durante la prima guerra mondiale con conseguenze ben visibili anche nella sua produzione musicale: lo stesso anno scrive i Canti di prigionia, seguiti successivamente dall'opera Il prigioniero.
Nel dopoguerra la sua fama internazionale crescerà di continuo, in tutta Europa e in America, dove tra l'altro verrà invitato a tenere corsi di perfezionamento a Tanglewood (dove ebbe come allievo il giovane Luciano Berio), al Queens College di New York, alla University of California e altrove. Nel 1949 a Milano fu tra gli organizzatori del "Primo congresso internazionale di musica dodecafonica", assieme a Riccardo Malipiero ed a colleghi più giovani quali Camillo Togni e Bruno Maderna.
Nel 1968 a Berlino verrà rappresentato il suo Ulisse, opera su libretto proprio tratto dall'Odissea, frutto di un lavoro ben più che decennale che il compositore definì "il risultato di tutta la mia vita" (a lui si deve anche una trascrizione dell'opera Il ritorno di Ulisse in patria di Claudio Monteverdi, rappresentata tra l'altro nell'ambito della stagione 1943 del Teatro alla Scala). Nel 1972 compose il brano Commiato per voce e strumenti, dal titolo profetico: sarà la sua ultima composizione. Luigi Dallapiccola si spegne a Firenze il 19 febbraio 1975, a causa di un edema polmonare, nella sua casa di via Romana 34 (all'interno del Palazzo di Annalena).
Nel corso della sua vita Dallapiccola ha ricevuto numerosissimi riconoscimenti: nel 1953 diventa membro dell'Accademia delle belle arti di Baviera, in seguito sarà nominato membro dell'Accademia dell'arte di Berlino (1958), della Royal Academy of Music di Londra (1969) e dell'Accademia di musica ed arte di Graz (1969). Ricevette inoltre il gran premio per la musica del Land Renania Settentrionale-Vestfalia, il premio "Ludwig-Spohr" della città Braunschweig, il premio "Moretti d'oro" della regione Friuli-Venezia Giulia, il "Prix Arthur Honegger" a Parigi (1972), il Premio Feltrinelli per la musica assegnato dall'Accademia Nazionale dei Lincei (1973) ed il premio internazionale d'arte "Albert Schweitzer".
Oltre a ciò, ricevette la laurea honoris causa dall'Università di Durham e dall'Università di Edimburgo (entrambe nel 1973); nello stesso anno gli fu inoltre conferita l'onorificenza di Cavaliere di Gran Croce dell'Ordine al Merito della Repubblica Italiana. Il 21 maggio 1976 il Rettore dell'Università di Bologna Tito Carnacini, conferì a Luigi Dallapiccola e Goffredo Petrassi la Laurea Honoris Causa in Discipline delle Arti, Musica e Spettacolo; per Luigi Dallapiccola ritirò il diploma la moglie Laura.
È sepolto nel cimitero fiorentino di Trespiano.

## Archivio
Il fondo Dallapiccola è stato depositato nel 1978 dagli eredi presso il Gabinetto scientifico letterario G. P. Vieusseux: fa parte dell'Archivio Contemporaneo “Alessandro Bonsanti” . Successivamente, nel 1992, Laura Coen Luzzatto e Anna Libera Dallapiccola hanno deciso di trasformare il deposito in donazione. Nel 1995, in seguito alla scomparsa della vedova, la figlia del Maestro ha donato all'archivio lo studio di Dallapiccola, il suo pianoforte, mobili e suppellettili insieme alla biblioteca privata dei genitori. L'ordinamento e la schedatura degli scritti, delle musiche e della bibliografia critica sono stati completati ed è uscito (nel 1996) l'inventario a stampa a cura di Mila De Santis (in appendice all'inventario anche un elenco dei mittenti della corrispondenza). Le descrizioni dell'inventario (comprendenti gli scritti e le musiche di Dallapiccola e la letteratura critica su di lui) sono ricercabili anche nella banca dati interrogabile on line. La biblioteca è catalogata nell'opac del Gabinetto Vieusseux.

## Opere

### Musica corale
- Due liriche del Kalewala per tenore, baritono, coro da camera e quattro percussionisti (1930)
- La canzone del Quarnaro per tenore e coro maschile (1930)
- Estate per coro maschile a cappella (1932)
- Sei cori di Michelangelo Buonarroti il giovane (1933-1936)
- Canti di prigionia per coro a voci miste e strumenti (1938-1941)
- Canti di liberazione per coro e orchestra (1951-1955)
- Requiescant per coro misto, coro infantile e orchestra, testi di Oscar Wilde e James Joyce (1957-1958)
- Tempus destruendi - Tempus aedificandi per coro misto a cappella (1970-1971)

### Musica vocale da camera
- Fiuri de tapo per voce e pianoforte, testo di Biagio Marin (1925)
- Caligo per voce e pianoforte, testo di Biagio Marin (1926
- Divertimento in quattro esercizi per soprano e cinque strumenti (1934)
- Tre laudi per soprano o tenore e 13 strumenti (1936-1937)
- Cinque frammenti di Saffo per soprano e orchestra da camera, nella traduzione di Salvatore Quasimodo (1942)
- Sex carmina Alcaei per soprano e 11 strumenti, nella traduzione di Salvatore Quasimodo (1943)
- Due liriche di Anacreonte per soprano e strumenti, nella traduzione di Salvatore Quasimodo (1945)
- Rencesvals: Trois Fragments de la Chanson de Roland per voce e pianoforte (1946 per la Radio-Télévision Belge de la Communauté Française di Bruxelles con Pierre Bernac e Francis Poulenc al pianoforte)
- Quattro liriche di Antonio Machado per voce e pianoforte (1948)
- Tre poemi per soprano e orchestra da camera, testi di James Joyce, Michelangelo Buonarroti e Manuel Machado (anche in versione per voce e pianoforte) (1949)
- Goethe Lieder per voce femminile e tre clarinetti (1953)
- Cinque canti per baritono e strumenti su poemi greci nella traduzione di Salvatore Quasimodo (1956)
- Preghiere per baritono e gruppo da camera, testo di Murilo Mendes (1962)
- Parole di San Paolo per mezzosoprano e 11 strumenti dalla Lettera prima ai Corinzi (1964)
- Sicut Umbra... per mezzosoprano e 15 strumenti, testo di Juan Ramón Jiménez (1970)
- Commiato per soprano e 15 esecutori, testo attribuito a Brunetto Latini (1972)

### Musica strumentale (solistica e cameristica)
- Musica per tre pianoforti (Inni) per tre pianoforti (1935)
- Piccolo concerto per Muriel Couvreux per pianoforte e orchestra (1939-1941)
- Tre episodi dal balletto "Marsia" per pianoforte (1942-1943)
- Sonatina canonica per pianoforte, sui Capricci di Paganini (1942-1943)
- Ciaccona, intermezzo e adagio per violoncello solo (1945)
- Due studi per violino e pianoforte (1947)
- Quaderno musicale di Annalibera per pianoforte (1952)
- Tartiniana seconda per violino e pianoforte (anche in versione per violino e orchestra), su temi di Tartini (1956)
- Dialoghi per violoncello e orchestra (1959-1960)
- Piccola musica notturna per gruppo da camera (flauto, oboe, clarinetto, celesta, arpa, violino, viola e violoncello)  (anche in versione per orchestra) (1961)

### Musica orchestrale (con o senza solisti)
- Dalla mia terra per mezzosoprano, coro e orchestra (1928)
- Partita per soprano, coro e orchestra (1930-1932)
- Tre studi per soprano e orchestra da camera (1932)
- Rapsodia per voce e orchestra da camera (1932-1933)
- Due pezzi per orchestra (trascrizione di Due studi per violino e pianoforte) (1946-1947)
- Tartiniana per violino e orchestra, su temi di Tartini (1951)
- Piccola musica notturna per orchestra (anche in versione per gruppo da camera) (1954)
- Variazioni per orchestra (trascrizione di Quaderno musicale di Annalibera per pianoforte) (1954)
- An Mathilde per voce femminile e orchestra, testo di Heinrich Heine (1955)
- Tartiniana seconda o "Tartiniana II" per violino e orchestra (anche in versione per violino e pianoforte), su temi di Tartini (1957) Sergiu Celibidache dirige la prima esecuzione radiofonica nell'Auditorium Rai di Torino.
- Concerto per la notte di Natale dell'anno 1956 per orchestra da camera e soprano, testi di Jacopone da Todi (1956-1957)
- Three questions with two answers per orchestra (1962)

### Opere teatrali e balletti
- Volo di notte, opera in un atto su testo del compositore (da Vol de nuit di Antoine de Saint-Exupéry) (1940)
- Marsia, balletto drammatico in un atto (1943)
- Il prigioniero, opera in un atto, libretto del compositore (tratto da La torture par l'esperance di Villiers de l'Isle-Adam) (1944-1948)
- Job, sacra rappresentazione per solisti, recitante, coro e orchestra, testo del compositore (dal Libro di Giobbe) (1950 al Teatro Eliseo di Roma diretta da Fernando Previtali con Scipio Colombo)
- Ulisse, opera in un prologo e due atti e 13 scene, libretto del compositore (tratto da Omero) (1968) diretta da Lorin Maazel con José van Dam nel Deutsche Staatsoper di Berlino